# Ion-Oblemenco-Stadion (1967)
Das Ion-Oblemenco-Stadion (rumänisch Stadionul Ion Oblemenco) war ein Fußballstadion mit Leichtathletikanlage in der rumänischen Stadt Craiova. Es war die Heimstätte der Fußballvereine FC Universitatea Craiova und CS Universitatea Craiova.
Die Anlage wurde im Jahr 1967 als Stadionul Central (Zentralstadion) erbaut. Es hatte eine Kapazität von 27.915 Zuschauern. Es gab ausschließlich Sitzplätze. Im Jahr 1996 wurde der Name zu Ehren von Ion Oblemenco, einem verstorbenen früheren Spieler von Universitatea Craiova, von der Stadt Craiova geändert. 2002 wurden die Holzbänke durch Kunststoffsitze ersetzt. 2008 wurde die Leichtathletikanlage erneuert. Ende 2014 kam die Schließung der Anlage und am 11. Mai 2015 begann der Abriss. Das alte Stadion machte Platz für das neue Ion-Oblemenco-Stadion mit über 30.000 Plätzen.